# Jardins botaniques de Koishikawa
Ne pas confondre avec Koishikawa Kōraku-en
Les jardins botaniques de Koishikawa (小石川植物園, Koishikawa Shokubutsu-en) sont des jardins botaniques avec arboretum gérés par la faculté des sciences de l'université de Tokyo, situés dans l'arrondissement de Bunkyō à Tokyo.

## Histoire
Les jardins datent de 1684, lorsque Tokugawa Tsunayoshi, le 5e shogun Tokugawa, établit le jardin d'herbes médicinales de Koishikawa. En 1877, après la restauration de Meiji, ils sont intégrés à l'université et deviennent le lieu de naissance de la recherche botanique japonaise. Les recherches contemporaines sont concentrées sur l'évolution, la cladistique et la physiologie des plantes supérieures.

## Collections
Les collections contiennent 4 000 espèces de plantes, dont 1 400 espèces ligneuses vivaces, 1 500 espèces herbacées vivaces, et 1 100 espèces tropicales et subtropicales. Les remarquables collections extérieures incluent des camellias, des cerisiers, des érables, des primevères du Japon, des bonsaï et des plantes alpines. Un des points forts sont les espèces prélevées dans la nature au Japon, en Chine, en Corée et à Taiwan.
Les jardins possèdent également un herbarium de 1,4 million de spécimens et une bibliothèque de 20 000 livres et périodiques.